# هضبة الآبالاش

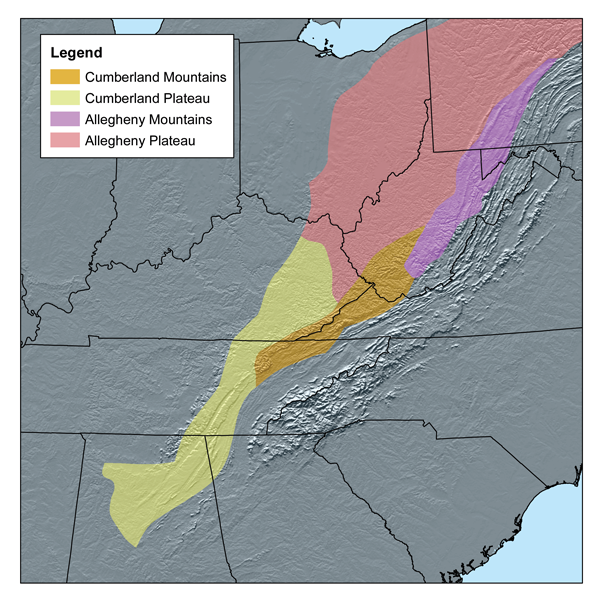
مناطق الآبالاش في الولايات المتحدة - USGS

هضبة الآبالاش اسم يطلق على سلسلة جبلية من الهضاب الوعرة الصعبة تقع على الجانب الغربي من جبال الآبالاش. جبال الآبالاش هي سلسلة جبال تمتد في البقاع الشرقية من قارة أمريكا الشمالية بالكامل. وهضبة الآبالاش الجزء الشمالي الغربي من جبال الآبالاش، وتمتد من نيويورك إلى ولاية ألاباما. وهي المنطقة الثانية فسيولوجية في الولايات المتحدة في المستوى الثاني، تغطي أجزاء من ولايات نيويورك،بنسلفانيا،أوهايو،ماريلاند،وست فرجينيا،فرجينيا،كنتاكي،تينيسي،ألاباما،وجورجيا.

## الجغرافيا والسمات الفيزيائية
أقدم الجبال في القارة وأطولها منذ العصر الحجري القديم.ومن ما أدى الإرتفاع الإقليمي خلال هذه الفترة إلى ارتفاع المنطقة تمامًا دون تغيير تضاريس الأرض. وظهر الجانب الشرقي من الهضبة كسلسلة من الجبال. يرجع المظهر الزائف إلى منحدر شديد الانحدار على الجانب الشرقي وكان يعرف باسم جبهة الأليغني. الحافة الشرقية هي أعلى جزء من هضبة الآبالاش. في بنسلفانيا، يترواح ارتفاعها من 1750 إلى 3000 قدم ويستمر في الارتفاع نحو فرجينيا الغربية ، حيث تبلغ حوالي 4800 قدم من الارتفاع. من وست فرجينيا إلى تينيسي ، وينخفض إلى 3000 قدم وتستمر في الانحدار إلى 1000 قدم في ألاباما. على الجانب الغربي من الهضبة، وقد بلغ ارتفاعها 900 قدم في أوهايو، ويصل إلى حوالي 2000 قدم في كنتاكي. من كنتاكي، ينخفض ارتفاعها إلى 500 قدم في شمال غرب ألاباما. وتنحدر الهضبة باتجاه خفيف صوب الشمال الغربي، مما يجعلها أعلى على الجانب الشرقي. 
جزء كبير من الهضبة مكون من صخور بلورية وترسبات، تم تشكيلها تقريبًا قبل 320 مليون سنة في العصر البنسلفاني.  وتعرضت للتجلد في العصر الجليدي البليستوسيني. ونتيجةً لذلك، فإن تضاريس هذا القسم من الهضبة مسطح نسبيًا مقارنة بالمقاطعة الفسيوغرافية. تتميز أجزاء من الهضبة بأدلة على ماض جليدي يشمل مستنقعات وبحيرات وتلال صغيرة من الرمل والحصى. تكونت نتيجة بقية تضاريس الهضبة من تآكل التيار بشكل رئيسي. ونتيجة المناظر الطبيعية الوعرة الصعبة، على عكسها العديد من الهضاب المختلفة، تشمل العديد من وديان مجاري ضيقة محاطة بحواف شديدة الانحدار. 
عرفت باسم شرق ولاية كنتاكي. تشمل 35 مقاطعة وتغطي حوالي 30 ٪ من أراضي كنتاكي. و تشملها الفروع الرئيسية في ألغني الهضبة، وكمبرلاند بلاتو وجبال كمبرلاند، وفقاً على القمم التي تقع في جبال كمبرلاند. 

### مناطق فسيولوجية
المنطقة الفسيولوجية هي جزء كبير من الأرض تجتمع حسب عدة عوامل. لكل منطقة جيولوجيا تشابة في المجموعات والنباتات والحيوانات. هناك ثمانية من المناطق الفسيولوجية في الولايات المتحدة. تنقسم كل منطقة إلى مقاطعات، وهناك مايقارب 25 مقاطعة في الولايات المتحدة. يتم بعد ذلك تقسيم كل منطقة إلى عدة أقسام، مما يؤدي إلى 85 قسمًا منشئًا مختلفًا للفيزيوجرافيك في الولايات المتحدة. الهضبة هي مقاطعة من المنطقة الفسيوغرافية من مرتفعات الآبالاش. تقسمت مقاطعة هضبة الآبالاش إلى سبعة أقسام فسيوغرافية: موهوك، كاتسكيل، جنوب نيويورك جبال أليغني، كاناوا، هضبة كمبرلاند، وجبال كمبرلاند. يصنف كل قسم تحت مقاطعة هضبة الآبالاش والسبب تشابه في التركيب الجيولوجي والتضاريس والحياة البرية. بالمثال، تقع هضبة الآبالاش تحت تصنيف مرتفعات الآبالاش بسبب تلك الخصائص المماثلة. [بحاجة لمصدر]

## جيولوجيا
تكونت الصخور الكامنة وراء هضبة آبالاش نتيجة قاعدة من الصخور ما قبل الكمبري ، تعلوها صخور رسوبية منذ العصر الحجري القديم. توجد طبقة سميكة في الجزء العلوي من الطابق السفلي طبقة سميكة، حوالي 20000 قدم، هي خليط من صخور الكمبري، والأردوفيقية، والصخور السيلورية الوسطى. تكونت الصخرة من الصخر الطيني والحجر الرملي. يوجد فوق هذه الطبقة حوض التبخر العلوي في العصر السيلوري، أو بما يسمى حوض الصخور الرسوبية المشكلة كيميائياً. و حزام طي الهضبة تكون من طبقات العصر الحجري القديم وهي معقدة هيكليًا تم دفعها بصدوع فوق التبخر الأصغر. 
وقت ما تشكلت جبال الآبالاش، ارتفعت الهضبة، وماتت جميع التلال والوديان تحت الهضبة. وهناك العديد من الوديان التي تكونت من مناطق مكشوفة من الوديان من الحجر الجيري والصخر الزيتي. 

## التاريخ

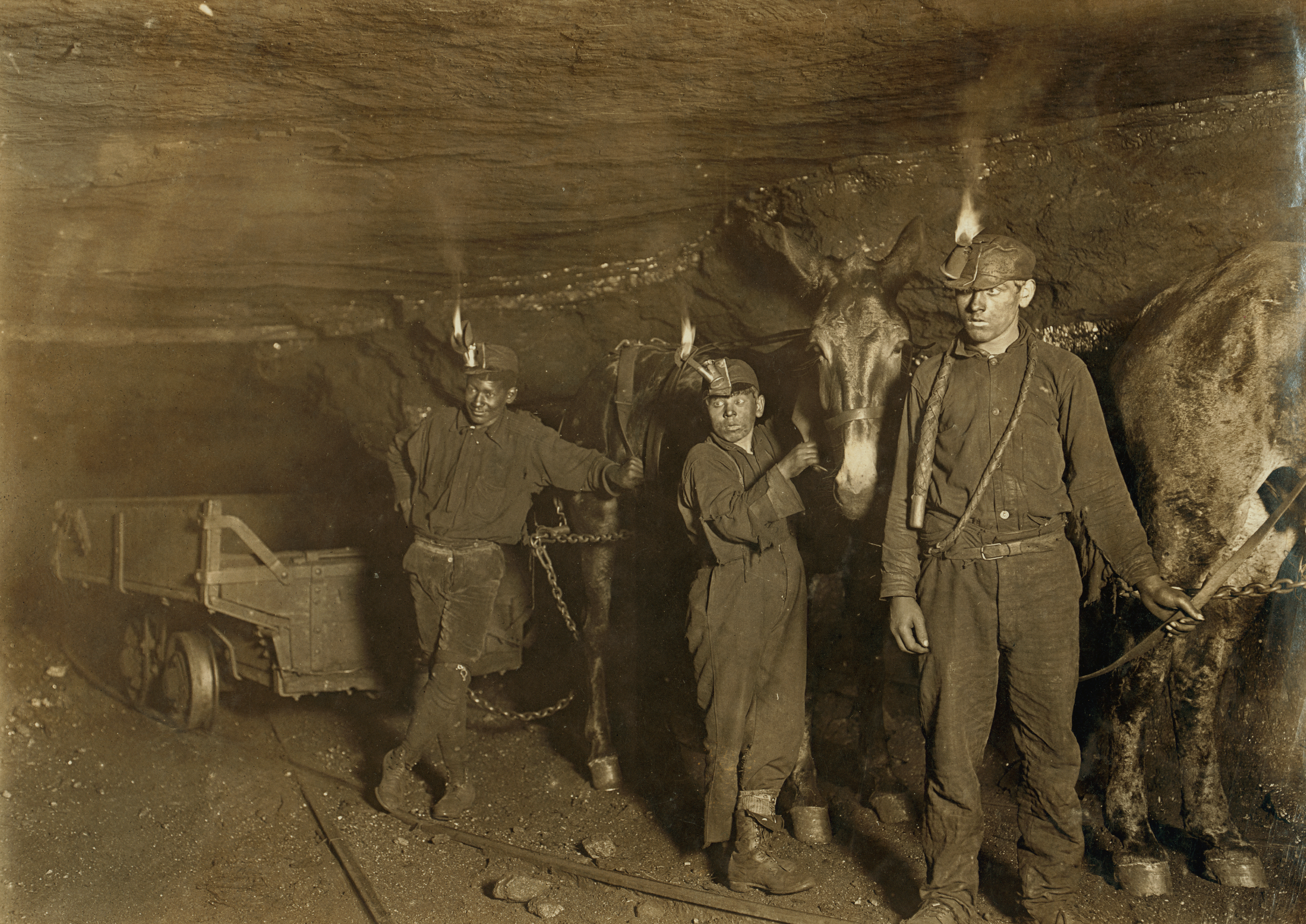
أطفال عمال مناجم الفحم في غاري ، فيرجينيا الغربية ، 1908 ، وهم يهتمون بالبغال

### الهنود الحمر
علماء الآثار لديهم أدلة أن الأمريكيين الأصليين عاشوا في منطقة الآبالاش منذ أكثر من 12000 ألف عام. نتيجة ذلك، من الصعب أن نقول متى سكن السكان في الأرض لأول مرة بدقة واضحة، جمعت القطع الأثرية البشرية بالقرب من ميدوكروفت راكشلتر في جنوب بنسلفانيا والتي كان عمرها لا يقل عن ستة عشر ألف سنة. لأن الأمريكيين الأصليين الأوائل كانوا قد جمعوا الصيادين الذين يعيشون خارج الأرض، تركوا وراءهم القليل من الآثار المادية لحياتهم. لهذا السبب فأنه من الصعب على الباحثين متى تم استقرارهم في هذا المجال. مثل الكثير من القبائل الأمريكية الأصلية التاريخية، وبعد طعامهم نجح سكان الأبلاش الأوائل كبدو الرحل، على أساس موسمي. 
ومن خلال هذه الفترة، كانت لاتزال أمريكا الشمالية تتعافى من الفترة الجليدية الأخيرة، وأختلف المناخ كثيراً عن المناخ الحالي. أشبه بمناخ وثيق التندرا بشكل واضح، تصحبها درجات حرارة منخفضة، وفيها العديد من الأشجار الصنوبرية، والثديات الكبيرة، مثل الماموث والنمور ذات الأسنان الحادة. و أخرى، بدأ المناخ في الاحماء مرة أخرى، وبدأت الثدييات الكبيرة في الاختفاء، وبدأت النباتات التي تراها اليوم بالازدهار. من ما جعلت هذه التغيرات المناخية الحياة أكثر استدامة للأمريكيين الأصليين. استمروا في اختراع أسلحة جديدة وحققوا تقدمًا في الزراعة حتى وصل الأوروبيون إلى أمريكا الشمالية. 

### التسوية الأوروبية
استقر الأوروبيون في أمريكا الشمالية ابتداء من القرن السابع عشر. منذ عام 1749، كان أول الأوروبيين المعروفين هم جاكوب مارتن وستيفن سيل بتسوية هضبة آبالاش، وبما يعرف حالياً بمقاطعة بوكاهونتاس في وست فرجينيا. مما أدى إلية ارتفاع معدل الوفيات نتيجة الأوروبي والمنافسة مع الأمريكيين الأصليين بسبب الأمراض الجديدة، والمزيد من الوفيات والاضطراب الاجتماعي نتيجة الحرب.وهذا بعد طرد الأمريكيين الأصليين، طور المستوطنون الأمريكيون الأوروبيون الكثير من هذه الأرض للزراعة. 
من عام 1861 إلى عام 1865، هضبة الآبالاش قد عانت من الحرب الأهلية، لكن حدث ضرر بسيط مقارنة مع أجزاء أخرى من البلاد، قوات الاتحاد سيطرت على غالبية الهضبة، حينها لم يتم الطعن في تلك الفترة. بالمناسبة خلال الحرب في الهضبة وقعت ثلاث معارك جديرة، ومن ثم لم يتم تدمير الكثير من الأرض. 
مما أدى إلى ازدهار صناعة الفحم بعد الحرب. أصبحت العديد من المقاطعات في منطقة هضبة الآبالاش، مثل مقاطعة ماكدويل في ولاية فرجينيا الغربية، يهيمن عليها تعدين الفحم. أنشئت مدن تعدين الفحم، وجذب العديد من المهاجرين إلى المنطقة لبدء العمل. رغم أن التعدين كان مفيداً للأقتصاد، كانت الوفيات مرتفعة خلال فترة العمل القاسي للمناجم. كانت حادثة التعدين من ضمن الحوادث العديدة في مونونجا عام 1907. 

## الأراضي المحمية
كانت مهمة حماية منطقة الآبالاش من أضرار التأثير البشري في العصر الحديث. حتى يحافظون على البيئة يقاتلون للحفاظ على الحياة البرية في منطقة الآبالاش. مع العناية الجيدة أثبتت المنطقة، قد تكون النباتات والحيوانات مرنة للغاية. ومع ذلك، في عام 1890، مع اختراع السكك الحديدة كان تدمير غابة منطقة الآبالاش على نطاق واسع، ومطاحن المنشار، وتقطيع الأشجار. تسبب بفياضانات وحرائق غابات كبيرة في المنطقة، ودمرت الأنواع الرئيسية في جميع أنحاء المنطقة.إدراكا منها أصبحت تدمير الغابة قضية رئيسية، مما أدى إلى تطرق الحكومة إلى إصدار قرار قانون الأسابيع لعام 1911، منه سمح للحكومة الفيدرالية بشراء الأراضي الخاصة حتى تكمن حماية الأنهار ومستجمعات المياه في شرق الولايات المتحدة.
غابة بيسجا الوطنية هي أول شراء بموجب هذا القانون. في عام 1964، وسع قانون وايلدرنيس لحماية الملايين من الأفدنة للأراضي الفيدرالية، مثل شاينينغ روك ومضيق لينفيل. وأنشأ قانون البراري الشرقي لعام 1975 مناطق محمية موسعة في نورث كارولينا وفرجينيا وتينيسي. اليوم، ما يقرب 21٪ من المناطق محمية. تشملها مجموعات للحفاظ المخصص على منطقة هضبة الآبالاش تحالف غابات الآبالاش الجنوبية وتحالف الغابات الشمالية. و في النهاية، يقول الخبراء والباحثون إن حماية منطقة الآبالاش تكمن في دمج الحفظ في التعليم العام حتى يفهم الناس فوائد الحفاظ على الأراضي ويدعمونها. 

## الحيوانات البرية

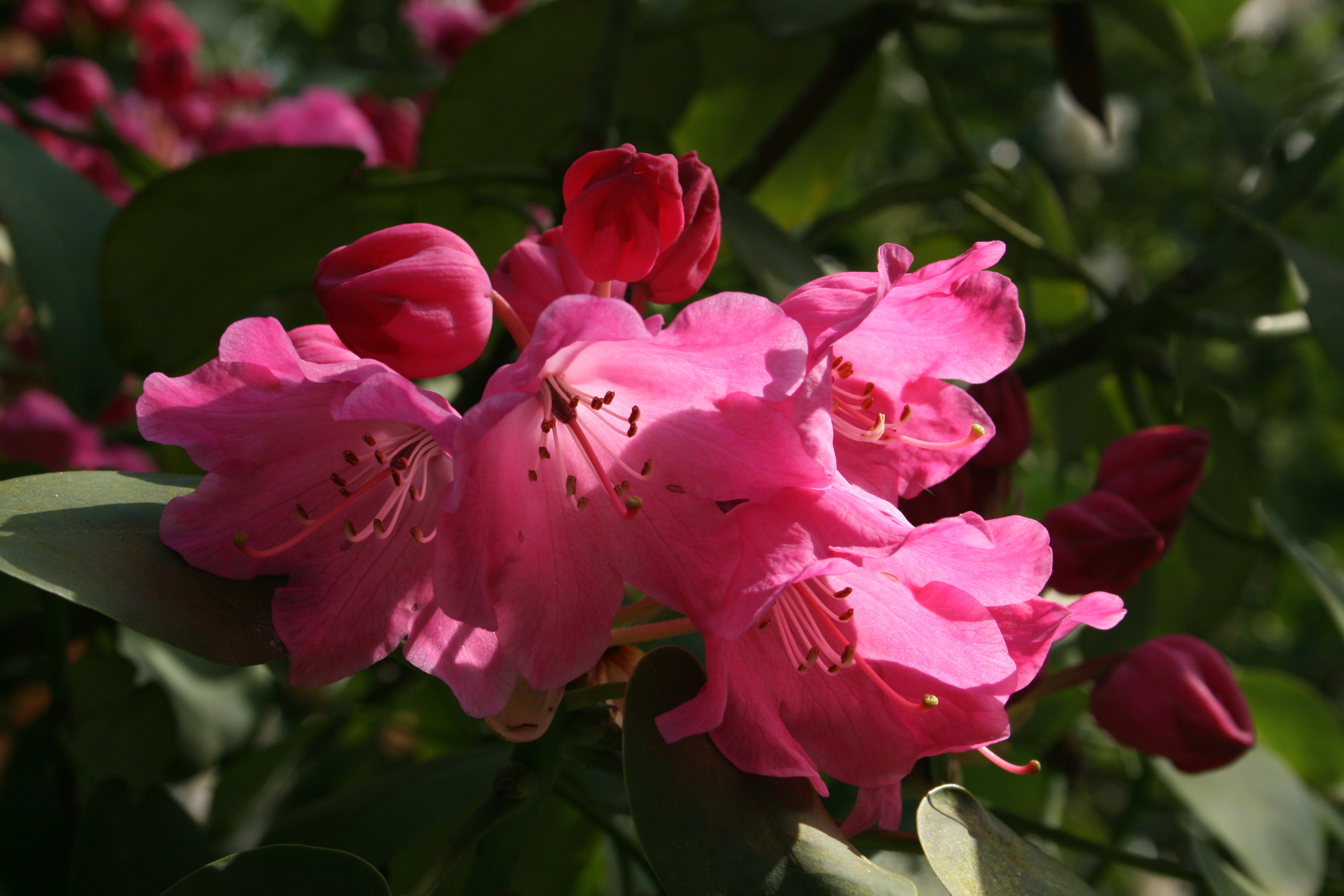
رودودنرون

### النباتات
من الحياة النباتية والحيوانية تعد في منطقة الآبالاش مجموعة واسعة من المناخ والظروف التي تمنح منطقة هضبة الآبالاش تنوعًا بيولوجي. إلى شمال العديد من الصنوبريات، مثل شجرة التنوب الحمراء و البلسم تكمن رؤيتها تنمو في خطوط العرض الشمالية لمنطقة الآبالاش.على ارتفاعات منخفضة الأجزاء الشمالية من الهضبة، بحوزتك العثور على العديد من الأخشاب الصلبة الشمالية، مثل خشب القيقب والبلوط الأبيض. في جنوب الآبالاش،
والمعروف نمو أشجار الجميز والجوز والجبن. أدت التقديرات داخل منطقة الآبالاش إلى وجود حوالي 2000 نوع من النباتات الارتفاع والمناخ سبب اختلاف الأزهار في منطقة الآبلاش. العديد من الزهور المختلفة في القسمين الشمالي والجنوبي من الآبالاش . يمكن العثور على الزهور مثل الرودودندرون والأزالية والغار الجبلي في المناطق الجنوبية بينما ستحمل الأشجار الشمالية خدمة التوت ، ريدبد ، خشب الصرد، وغيرها الكثير. 

### الحيوانات
كانت مواطن الحيوانات منها البيسون والذئاب في منطقة الآبالاش لكنها اختفت فيما بعد. الأيائل و لا تزال في بعض المناطق موجودة. في جميع هضبة الآبالاش، هناك الكثير من الثعلب والراكون والخنزير البري والدببة السوداء والغزلان البيضاء والذيل والقندس. هناك أكثر من 200 نوع وجده الباحثون من الطيور بما في ذلك الديك الرومي البري، مالك الحزين، الأوز، الصقور، البط، وغيرها الكثير. 
أيضاً العديد من الفطريات بارزة في منطقة الآبالاش. وفرة الفطر والمسطح نرى منها شانتيريل، فطر المحار وأمعاء الصخور . 

## الموارد الطبيعية
تحتوي على مجموعة واسعة من الموارد الطبيعية في جميع أنحاء المناظر الطبيعية الوعرة. ضمن هذه الموارد، هناك العديد من المواد الرسوبية. و الحجر الجيري يوجد بوفرة في أودية هضبة الآبالاش. لا يزال يتم استخراج الأسمنت والركام من الحجر الجيري. نتيجة التعدين المفرط بمرور الوقت، وفي العديد من المناطق يتم استنزاف حقول الحجر الجيري ولكن بعضها لا يزال وفيرًا نسبيًا. الحديد الحجري والفحم هي أكثر الموارد الطبيعية الوفيرة الموجودة. في مناطق مختلفة من الهضبة، تراكم حطام النباتات يؤدي إلى تشكيل الخث، والذي تم دفنه والضغط عليه والتدفئة في فحم حقول الآبالاش. نتيجة وفرة الفحم في هضبة الآبالاش، من العناصر الأساسية تعدين الفحم في المنطقة وأثبت أنه مركز تعدين ناجح للغاية. خام الحديد يعد في السابق موردًا طبيعيًا وفيرًا للغاية ولكن بسبب الطبقة الرفيعة من الحديد، مع مرور الوقت أدت إلى استنفاده في الغالب. أراضيها وتربيتها تعد من الموارد الطبيعية المعروفة لهضبة الآبالاش. تربتها غنية ومثالية للأراضي الزراعية. داخل الحجر الجيري الموجود في جميع مناطق هضبة الآبالاش، هناك مواد متحجرة قديمة مثل النباتات وغيرها، قد تساهم أيضًا في تفسير سبب احتواء الهضبة على كمية غنية من الغازات الطبيعية والبترول.  

## المعالم والحدائق العامة

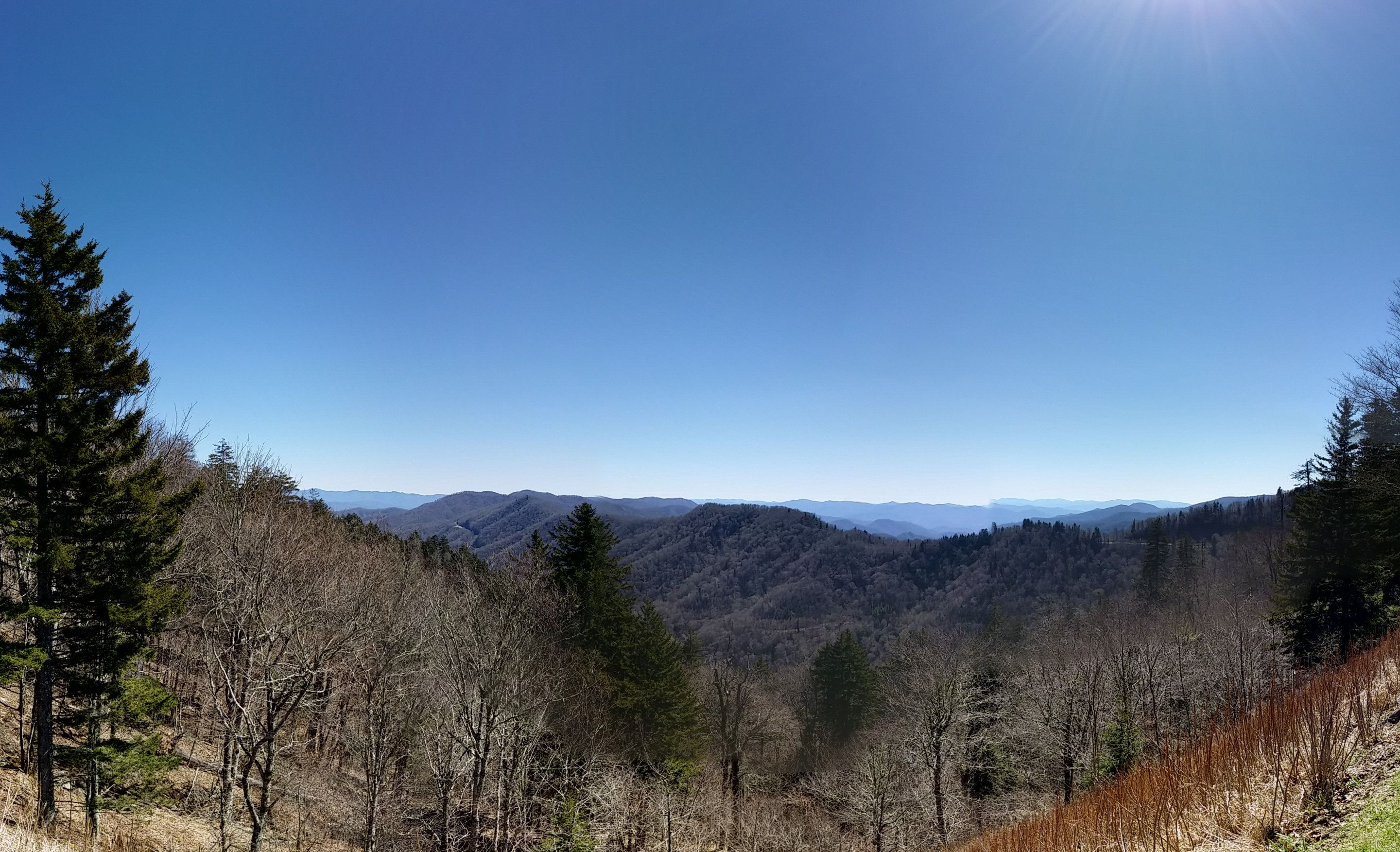
جبال سموكي العظيمة ، تينيسي

تحتوي هضبة الآبالاش على العديد من المعالم والأماكن العامة للتخييم والذهاب للمشي لمسافات طويلة ومشاهدة المعالم منها حديقة أليجاني ستيت في نيويورك، حديقة ولاية أويوبيل في بنسلفانيا، حديقة هوكينج هيلز ستيت في أوهايو، كوبر روك ستيت فورست في فيرجينيا الغربية، وحديقة دولة كلاودلاند كانيون في جورجيا وهي حدائق الدولة البارزة على حافة الهضبة؛ هناك العديد من حدائق الدولة وغابات الولاية في جميع أنحاء المنطقة، وتقع غابة واين الوطنية وغابة أليغيني الوطنية على هضبة ابآلاش أيضًا.